# Love and War (Brad Paisley)
Love and War è l'undicesimo album in studio del cantante di musica country statunitense Brad Paisley, pubblicato nel 2017.

## Tracce
1. Heaven South – 4:15
2. Last Time for Everything – 3:51
3. One Beer Can – 3:46
4. Go to Bed Early – 3:20
5. Drive of Shame (featuring Mick Jagger) – 4:34
6. Contact High – 4:35
7. Love and War (featuring John Fogerty) – 3:52
8. Today – 3:47
9. selfie#theinternetisforever – 3:41
10. Grey Goose Chase (featuring Timbaland) – 3:03
11. Gold All Over the Ground – 3:33
12. Dying to See Her (featuring Bill Anderson) – 3:45
13. Solar Power Girl (featuring Timbaland) – 3:45
14. The Devil Is Alive and Well – 4:00
15. Meaning Again – 3:46
16. Heaven South (Reprise) – 1:11